# Rosette
Rosette Sharma, más conocida como Rosette Luve o simplemente Rosette, es una cantautora pop, actriz y bailarina canadiense de ascendencia hindi fiyiana. Su carrera comenzó al presentarse a la versión canadiense de Popstars aunque no ganó el concurso fue el punto de inicio de su vida como cantante. Poco después lanzó cuatro sencillos, Delirious, One Wish, Crushed y UhOh, dos de ellos llegaron a encabezar las listas musicales nacionales.
Rosette fue nominada a los premios Juno en 2008 y ganó el premio a 'Mejor artista revelación Pop del año' en los CMA (Canadian Music Awards) en 2007.
Se dio a conocer internacionalmente en 2012 con su colaboración en el sencillo "Amnesia" de Ian Carey junto a Timbaland, alcanzando a ingresar en el top 40 de Canadá.
En 2013, Sharma coescribió la canción "Til It's Gone" incluida en el álbum Britney Jean de Britney Spears.

## Discografía

### Sencillos
| Año  | Canción                                |
| ---- | -------------------------------------- |
| 2005 | "Delirious"                            |
| 2005 | "One Wish"                             |
| 2005 | "Crushed"                              |
| 2006 | "UhOh"                                 |
| 2010 | "Ditzy Girl"                           |
| 2012 | "Rain"                                 |
| 2013 | "I Wanna Fly" (con Kardinal Offishall) |
| 2015 | "Sweetest Mistake"                     |

### Colaboraciones con otros artistas
| Año  | Canción                                   | Artista(s)                           | Álbum                 |
| ---- | ----------------------------------------- | ------------------------------------ | --------------------- |
| 2010 | "Fire"                                    | Sunloverz                            |                       |
| 2011 | "Rio de Janeiro"                          | Michael Mind Project y Bobby Anthony |                       |
| 2012 | "Bits 'N Pieces"                          | Dim Chris y Craig David              |                       |
| 2012 | "We’ve Only Just Begun"                   | Dimaro                               |                       |
| 2012 | "Ready For Tonight"                       | Dimaro y Carlprit                    |                       |
| 2012 | "Amnesia"                                 | Ian Carey, Timbaland y Brasco        |                       |
| 2013 | "Partied All the Night" (con Craig David) | Mischa Daniels                       | Let's Connect Tonight |
| 2015 | "Trigger" (con Dirty Radio)               | Morgan Page                          | DC to Light           |
| 2015 | "No Place Like Home"                      | Blasterjaxx                          |                       |
| 2016 | "Light the Night Up"                      | VonLichten                           |                       |

## Filmografía
| Año  | Título         | Rol           | Nota             |
| ---- | -------------- | ------------- | ---------------- |
| 2005 | Reefer Madness | Bailarina     | Película para TV |
| 2005 | The L Word     | Wedding Guest | Serie de TV      |
| 2006 | Godiva's       | Red Top Girl  | Serie de TV      |
| 2006 | 49th & Main    | Puja Grewal   | Serie de TV      |
| 2008 | Under One Roof | Kisha         | Serie de TV      |
| 2009 | Psych          | Raini         | Serie de TV      |
| 2009 | The Familiar   | Call Girl     | Cortometraje     |